# Kazimierz Błaszak
Kazimierz Błaszak ps. Feliks, Florian (ur. 18 sierpnia 1919 w Ślesinie, zm. 10 października 1942 w Inowrocławiu) – polski wojskowy, plutonowy podchorąży Wojska Polskiego i ZWZ–AK, uczestnik kampanii wrześniowej, zastępca komendanta Związku Walki Zbrojnej Obwodu Konin, ofiara zbrodni niemieckiej.

## Życiorys
W 1938 roku uzyskał świadectwo dojrzałości w Prywatnym Gimnazjum Koedukacyjnym Stowarzyszenia Przyjaciół Szkoły Średniej w Koninie (obecnie I Liceum Ogólnokształcące im. Tadeusza Kościuszki). Po zdaniu matury został powołany do odbycia służby wojskowej w 29 Pułku Strzelców Kaniowskich. Został mianowany na plutonowego podchorążego (w chwili śmierci posiadał już stopień podchorążego). Podczas kampanii wrześniowej walczył pod Kamieniem, w Puszczy Kampinoskiej, oraz w obronie Warszawy. 20 września został ranny i trafił do szpitala. W późniejszym czasie włączył się w działalność antyhitlerowską. W 1941 roku mianowany na zastępcę komendanta Związku Walki Zbrojnej Obwodu Konin. Na skutek donosu miejscowego malarza, strażnika wodnego i rybaka – Jana Andrzejewskiego, został 10 października 1941 roku aresztowany przez Niemców. Następnie hitlerowcy, podczas procesu sądowego z 18 września 1942 roku, skazali go na karę śmierci przez powieszenie. Wyrok wykonano 10 października 1942 roku w więziennym garażu w Inowrocławiu. Powieszono go na haku wbitym we framugę drzwi. Według Mieczysława Sękiewicza, jednego z więźniów inowrocławskiego więzienia, Kazimierz Błaszak do końca zachował spokój. Miał też jakoby napluć w twarz katowi oraz samemu sobie zawiesić pętlę na szyi.

## Upamiętnienie
W 1967 roku jedna z konińskich ulic otrzymała nazwę Kazimierza Błaszaka.